# Aphanistes ruficornis
Aphanistes ruficornis är en stekelart som först beskrevs av Johann Ludwig Christian Gravenhorst 1829.  Aphanistes ruficornis ingår i släktet Aphanistes och familjen brokparasitsteklar. Arten är reproducerande i Sverige. Inga underarter finns listade i Catalogue of Life.